# Nicolai Belokosov
Nicolai Belokosov (24 de enero de 1975) es un deportista moldavo que compitió en judo. Ganó una medalla de bronce en el Campeonato Europeo de Judo de 2001, en la categoría de –73 kg.

## Palmarés internacional
| Campeonato Europeo | Campeonato Europeo | Campeonato Europeo | Campeonato Europeo |
| Año                | Lugar              | Medalla            | Categoría          |
| ------------------ | ------------------ | ------------------ | ------------------ |
| 2001               | París (Francia)    | Medalla de bronce  | –73 kg             |